# Ločenice
Ločenice (deutsch Lotschenitz) ist eine Gemeinde in Tschechien. Sie liegt fünf Kilometer östlich von Velešín in Südböhmen und gehört zum Okres České Budějovice.

## Geographie

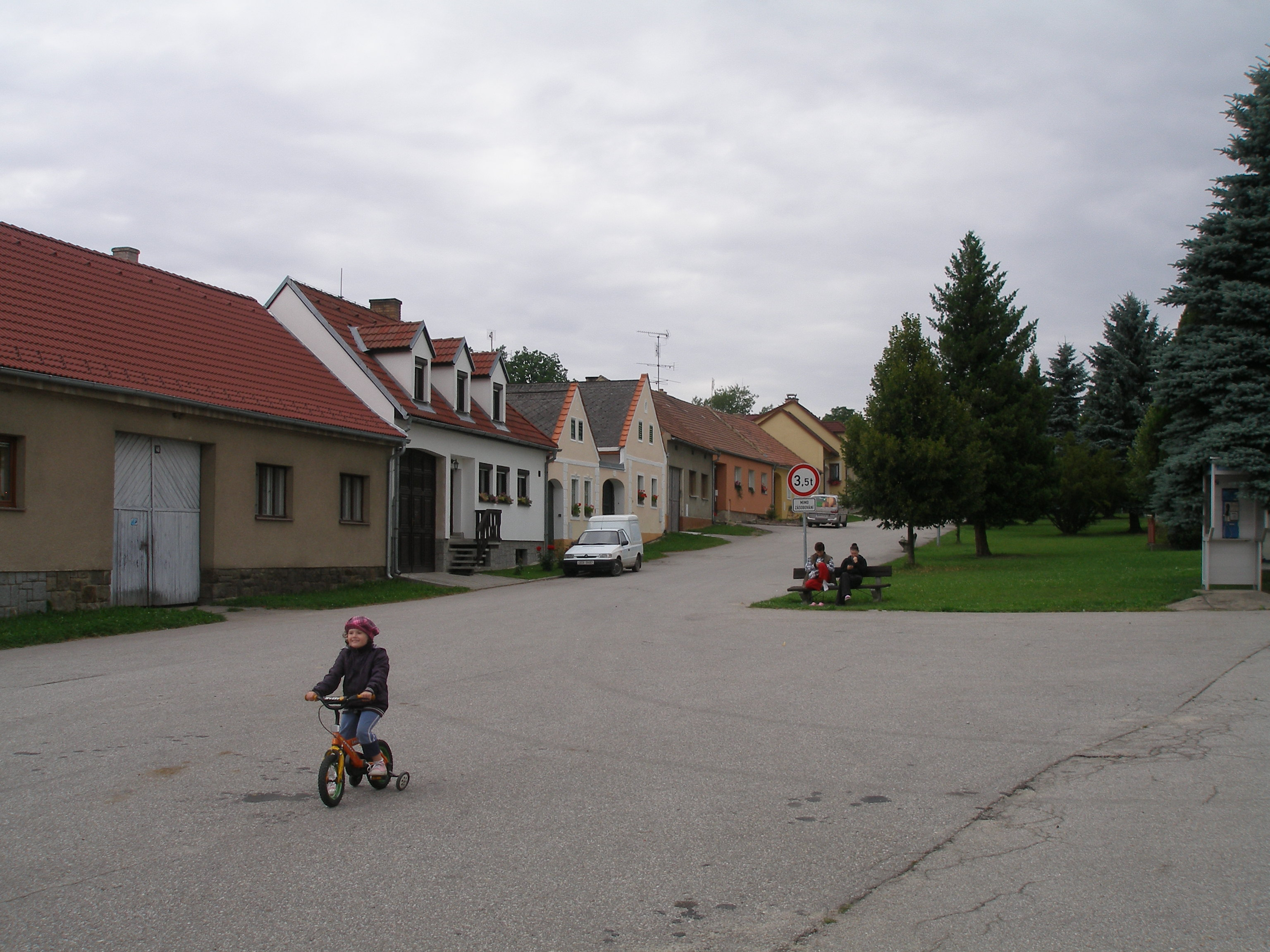
Am Dorfplatz

Ločenice befindet sich nördlich des Hühnergebirges im Vorland des Gratzener Berglandes linksseitig über dem Tal des Baches Pašinovický potok. Nordöstlich erhebt sich die Todeňská hora (Todnier Berg, 608 m), östlich die Zavlovy struhy (571 m), im Südosten die Přední dily (562 m), südlich die Chlumská hora (655 m) und im Nordwesten der Stráž (630 m) und die Ločenická hora (Ločenitz, 624 m).
Nachbarorte sind Mokrý Lom und Polžov im Norden, V Chalupách und Todně im Nordosten, Něchov im Osten, Keblany, U Mikšálů, Větrná Hůrka, Slavče, Dobrkov und Nesměň im Südosten, Zadní Cihelna, Malče und Chlum im Süden, Pod Horou, Zahrádky und Dlouhá im Südwesten, Svatý Jan nad Malší im Westen sowie Argentina und Lahuť im Nordwesten.

## Geschichte
Im 9. und 10. Jahrhundert siedelte entlang der Moldau und Maltsch der slawische Stamm der Dúdlebi. Anhand der Verteilung erhaltener Grabhügel befand sich das Gebiet der heutigen Gemeinde an der Südgrenze seines Siedlungsgebietes.
Die erste urkundliche Erwähnung des als Rundling angelegten Dorfes Zločedice erfolgte im Jahre 1360 als eine der 144 zur Burgherrschaft Velešín gehörigen Ortschaften. Besitzer waren zu dieser Zeit die Herren von Michalovice, ihnen folgten ab 1387 die Herren von Rosenberg. Am 28. Oktober 1418 befreite Ulrich II. von Rosenberg die Bewohner von Ločedice aus der Untertänigkeit. Wilhelm von Rosenberg verpflichtete am 7. März 1559 das Dorf zur Ablieferung von jährlich vier Schock Hühnern an das Kloster Goldenkron. Im Jahre 1596 wurde der Ort erstmals als Ločenice bezeichnet. 1711 brannten große Teile des Dorfes nieder. Im Ortszentrum wurde 1731 eine kleine Kapelle erbaut. Nachdem der Pfarrer Joanes Bernardius Riezenschopfer 1732 über dem Berg Ločenitz eine Erscheinung wahrnahm, die er für eine Offenbarung des hl. Johannes von Nepomuk hielt, ließ er im selben Jahre dort eine Wallfahrtskapelle errichten, die 1735 fertiggestellt wurde. Johann Friedrich Anton Nütz Reichsgraf von Wartenberg auf Klein Umlowitz kaufte am 27. November 1737 der Herrschaft Krumau sechs Anwesen in Ločenice ab. Nachfolgender Besitzer war Josef Gundakar Graf Thürheim, der Ločenice am 1. September 1751 an Franz Leopold von Buquoy verkaufte. Damit wurde das Gut Teil der Herrschaft Gratzen. Im selben Jahre wurde Ločenice gegen eine Ablöse von 300 Gulden von den Hühnerlieferungen an das Kloster Goldenkron befreit.
Zwischen 1777 und 1782 erfolgte eine Erweiterung der Wallfahrtskapelle zur Kirche, die 1786 noch einen 37 m hohen Turm erhielt. Um die Kirche entstand die Ansiedlung Svatý Jan/Johannesberg, die der Administration von Ločenice unterstand. Der Sprengel der neuen Pfarre Johannesberg umfasste die Ortschaften Ločenice, Sedlce, Mokrý Lom und Polžov mit 4020 Gemeindegliedern. Zusammen mit dem Pfarrhaus entstand in Svatý Jan in den Jahren 1787–1789 auch eine Schule. Im Jahre 1786 bestand Ločenice aus 22 Häusern und hatte 107 Einwohner. Zum Ende des 18. Jahrhunderts bestand die Gemeinde aus 37 Bauernwirtschaften, einer Chaluppe und einer Schenke. Dieser Aufschwung setzte sich auch im 19. Jahrhundert wegen der ertragreichen Landwirtschaft auch trotz fehlender Industriebetriebe fort. Außerdem waren Handwerker, vor allem Zimmerleute und Maurer, ansässig, die ihre Arbeit auch in Österreich und den deutschen Ländern verrichteten. Im Jahre 1840 lebten in den 63 Häusern von Ločenice / Lotschenitz 368 Tschechen. Bis zur Mitte des 19. Jahrhunderts blieb das Dorf immer nach Gratzen untertänig.
Nach der Aufhebung der Patrimonialherrschaften bildete Ločenice/Lotschenitz ab 1850 mit dem Ortsteil Svatojanské Hory/Johannesberg eine Gemeinde in der Bezirkshauptmannschaft Budějovice/Budweis. 1884 wurden die Grundstücke im Dorf durch einen Geometer vermessen. 1887 erwarb das Schulamt die Schenke der Familie Šťastný für 3380 Gulden als Schulgebäude. In den Jahren 1888 bis 1889 erfolgte eine Erweiterung des Schulhauses. Zu Beginn des 20. Jahrhunderts gab es im Dorf eine Kapelle, eine Schmiede mit einem Glockenturm und Uhrwerk sowie seit 1909 ein Armenhaus. Im Jahre 1910 hatte Ločenice 836 Einwohner. Am 16. April 1914 beantragte Svatý Jan/Johannesberg einvernehmlich mit Ločenice die Bildung einer eigenen Gemeinde, wobei letztere die entschädigungslose Abtretung des Waldes Radištnej zusicherte. Der Ausbruch des Ersten Weltkrieges und der Zusammenbruch der Monarchie verzögerten eine Entscheidung. Im Jahre 1921 lebten in der Gemeinde 741 Tschechen und ein Italiener. Am 13. Dezember 1922 genehmigte das Innenministerium der 1918 gegründeten Tschechoslowakei die Abtrennung von Svatý Jan und Bildung eines eigenen Katastralbezirks. 1924 bestand Ločenice aus 133 Häusern, zwei Wirtshäusern, zwei Tabakverkaufsstellen, zwei Lebensmittelgeschäften und einem Bäcker. Die Bevölkerung bestand zumeist aus Bauern. Der überwiegende Teil der Einwohner waren jedoch Maurer, Zimmerleute und Bauarbeiter, die nach dem Ende des Winters zur Arbeit in die Fremde zogen. Beim Zensus von 1930 lebten in Ločenice 644 Tschechen, sieben Deutsche und je ein Slowake und Italiener. Der Ort bestand aus 142 Häusern, von denen drei unbewohnt waren. 450 der Einwohner waren katholisch, 37 hussitisch und 166 konfessionslos. In Ločenice gab es 21 gänzliche Analphabeten, neun weitere Einwohner waren des Lesens und Schreibens faktisch unkundig. 1933 bildete sich eine Freiwillige Feuerwehr. Nach dem Ende des Zweiten Weltkrieges zogen 48 Familien aus Ločenice in die Grenzgebiete, 14 davon wurden in Bujanov ansässig. 1948 wurde das Dorf dem neu gebildeten Okres Trhové Sviny zugeschlagen, der zwölf Jahre später wieder aufgehoben wurde. Ab 1949 erhielt Ločenice Verwaltungsaufgaben für die umliegenden Gemeinden übertragen und war Sitz des Standesbeamten für Nesměň, Něchov, Todeň, Polžov, Mokrý Lom und Branišovice. Mit Beginn des Jahres 1961 erfolgte die Eingemeindung von Nesměň; zugleich wurde die Gemeinde dem Okres České Budějovice zugeordnet. 1961 wurde das Kulturhaus mit seinem 275 m² großen Saal eingeweiht, heute ist es das Gasthaus Hostinec pod Ločenickou horou. In den 1960er Jahren erfolgte auf Beschluss des örtlichen Nationalausschusses (MNV) eine Umgestaltung des Dorfplatzes. Dabei wurde die Kapelle abgebrochen und der obere Teil des Platzes nach Fällung der Kastanien in eine Parkanlage umgewandelt, erhalten blieben dabei die Freiheitslinden. Noch vor der Samtenen Revolution beantragten am 28. Oktober 1989 Bürger von Ločenice die Wiederaufstellung der 1938 beseitigten und von Růženy Mikšlová bewahrten Masarykbüste an ihrem alten Platz beim Denkmal für die Gefallenen des Ersten Weltkrieges. Dieses Vorhaben wurde zunächst sowohl vom MNV als auch der Ortsgruppe der KSČ abgelehnt. Der MNV revidierte jedoch nach einer Diskussion in der öffentlichen Sitzung seine Entscheidung, sodass nach Reparaturen an der Büste ihre Aufstellung am 11. März 1990 erfolgte.

## Gemeindegliederung
Die Gemeinde Ločenice besteht aus den Ortsteilen Ločenice (Lotschenitz) und Nesměň (Nesmen), die zugleich auch Katastralbezirke bilden. Zu Ločenice gehören außerdem die Einschichten Parný, U Mikšálů, Větrná Hůrka und Zadní Cihelna.

## Bevölkerungsentwicklung
| Jahr      | 1869 | 1880 | 1890 | 1900 | 1910 | 1921 | 1930 | 1950 | 1961 | 1970 | 1980 | 1991 | 2001 | 2011 | 2021 |
| --------- | ---- | ---- | ---- | ---- | ---- | ---- | ---- | ---- | ---- | ---- | ---- | ---- | ---- | ---- | ---- |
| Einwohner | 965  | 1029 | 1132 | 1184 | 1191 | 1174 | 997  | 768  | 734  | 620  | 647  | 570  | 576  | 616  | 728  |

## Sehenswürdigkeiten

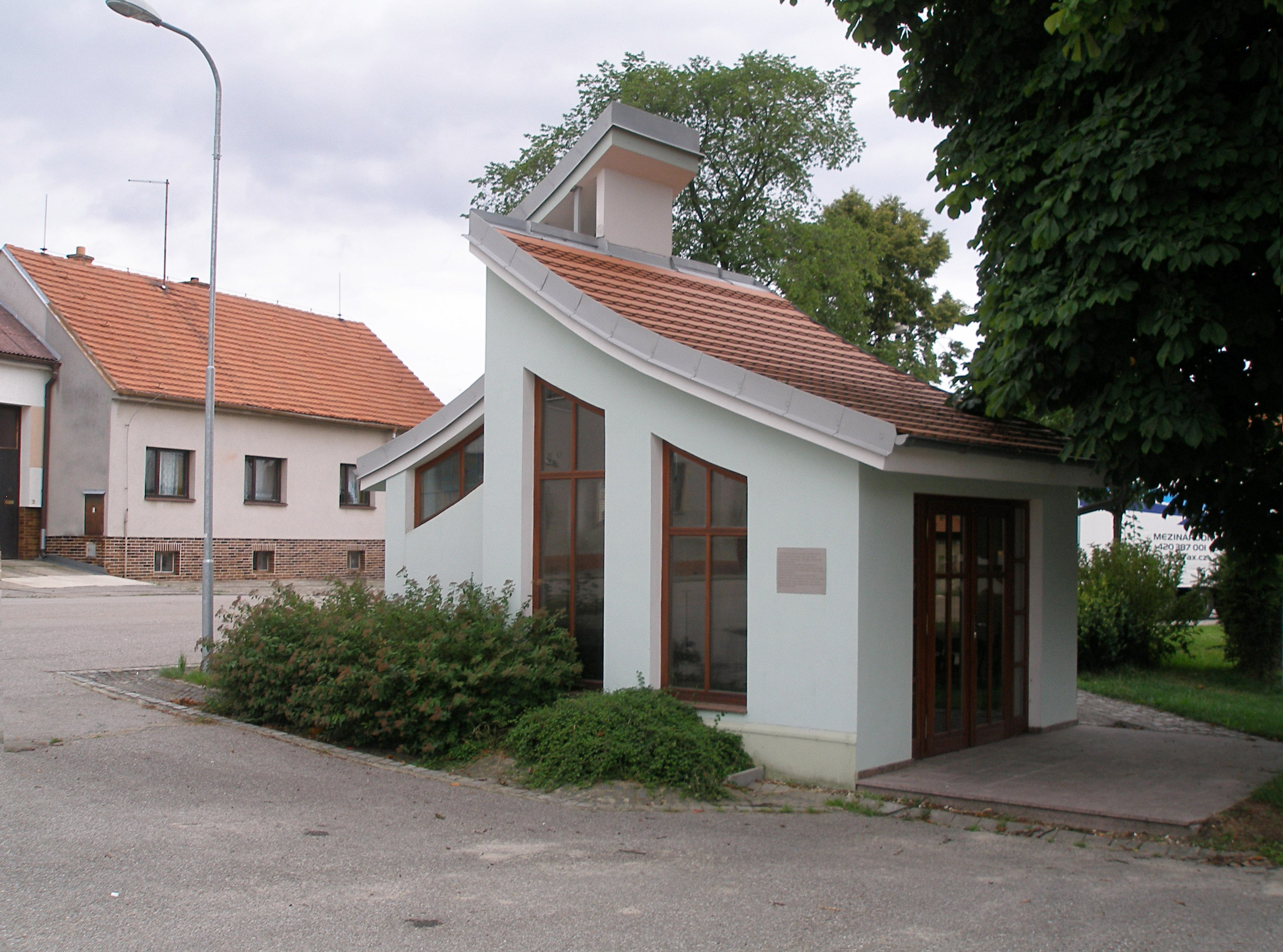
Kapelle der hl. Agnes von Böhmen

- Kapelle der hl. Agnes von Böhmen auf dem Dorfplatz, erbaut 2002
- Denkmal für Gefallenen des Ersten Weltkrieges, enthüllt am 6. Juli 1928 und 1929 vollendet, es wurde 1930 um eine Büste von TG Masaryk erweitert.